# Silk Way Rally
De Silk Way Rally is een rally-evenement dat vanaf 2009 jaarlijks wordt georganiseerd door de ASO, het bedrijf dat ook de organisator is van de Dakar-rally. De rally maakt deel uit van de Dakar Series en wordt gezien als het belangrijkste evenement in de voorbereiding naar de Dakar Rally. Het parcours bevindt zich sinds 2010 volledig in Rusland, voorheen leidde de rally ook door Kazachstan en Turkmenistan. De Silk Way Rally is de opvolger van de Transoriëntale rally, die in 2008 eenmalig werd verreden over grotendeels hetzelfde parcours. In 2014 werd besloten de wedstrijd niet te verrijden.

## Voorbereiding
De Silk Way Rally wordt door veel teams gebruikt als oefenparcours in hun voorbereidingen naar de Dakar rally. Het fabrieksteam van Volkswagen, dat reeds tweemaal won met Carlos Sainz, is aanwezig bij de rally, evenals de truck-teams van Kamaz en de Nederlandse teams de Rooy en Ginaf.

## Winnaars
| Jaar | Auto's               | Trucks          | Parcours                 |
| ---- | -------------------- | --------------- | ------------------------ |
| 2009 | Carlos Sainz         | Firdaus Kabirov | Kazan - Asjchabat        |
| 2010 | Carlos Sainz         | Eduard Nikolaev | Sint-Petersburg - Sotsji |
| 2011 | Krzystof Holowczyc   | Aleš Loprais    | Moskou - Sotsji          |
| 2012 | Boris Gadasin        | Ayrat Mardeev   | Moskou - Gelendzjik      |
| 2013 | Jean-Louis Schlesser | Dmitry Sotnikov | Moskou - Astrachan       |